# Колтабан (Жетысуская область)
Колтабан (каз. Көлтабан) — село в Аксуском районе Жетысуской области Казахстана. Входит в состав Кошкентальского сельского округа. Код КАТО — 193247200.

## Население
В 1999 году население села составляло 282 человека (141 мужчина и 141 женщина). По данным переписи 2009 года, в селе проживали 204 человека (109 мужчин и 95 женщин).